# ユヴァル・ネーマン
ユヴァル・ネーマン（יובל נאמן Yuval Ne'eman, 1925年5月14日 - 2006年4月26日）は、イスラエルの物理学者。後にイスラエルの科学大臣、エネルギー省大臣などを務めた。マレー・ゲルマンと同時期に、クォーク模型の考えを発表した一人である。

## 人物
テルアビブに生まれた。テクニオンを卒業した後、軍人になった。ロンドンの駐在武官となった後、キングスカレッジの研究生としてアブドゥッサラームのもとで物理学を学んだ。1962年にマレー・ゲルマンとは独立してハドロンが3種類の粒子からなるモデルを提案した。アメリカなどで研究する一方、1965年からテルアビブ大学に物理学部を設立し学部長になった。1975年からテルアビブ大学の学長、1982年から科学大臣、エネルギー省大臣などを務めた。

## 受賞歴
1969年にイスラエル国家からイスラエル賞を受賞したが、1992年に返上した。1967年ロスチャイルド賞、1984年ウィグナー・メダル、2003年マルセル・グロスマン賞受賞。
1965年と1966年に、ノーベル物理学賞候補となっていたことが判明している。